# Saison 2008-2009 des Gothiques d'Amiens
Autres saisons
Les Gothiques d'Amiens disputent la saison 2008-2009 au sein de la Ligue Magnus, l'élite du hockey sur glace français.

## Pré-Saison

### Contexte
Les Gothiques d'Amiens sortent d'une saison 2007-2008 chaotique achevée bien plus tôt que prévu, avant même les quarts de finale. Elle est marquée également par le départ du président Letellier ainsi que par celui de l'entraîneur Denis Perez.
C'est Thomas Henno qui reprend la présidence du club et Antoine Richer et dévoilé en tant qu'entraîneur

### Objectif Sportif
L'équipe a bien changé en défense, Benjamin Dieude-Fauvel, Mathieu Jestin mais encore Fabien Leroy sont partis, en contrepartie le canadien Jean-Philippe Glaude signe son très attendu retour sous les couleurs des Gothiques. La faible profondeur de banc de l'équipe devra normalement être compensée par la montée de jeunes joueurs formés par le club.
Les couleurs des Gothiques changent, et pour la première fois l'équipe évolue en rose, un pari sur le changement proposé par le président pour tourner la page de la saison précédente, tout en fixant comme objectifs de ramener au moins une coupe et d'accrocher une place dans les quatre premiers du championnat.

## Effectif

### Gardiens de but
| Numéro | Nationalité | Nom                   | Taille/Poids | Date de naissance | Lieu de naissance  |
| ------ | ----------- | --------------------- | ------------ | ----------------- | ------------------ |
| 92     | France      | Henri-Corentin Buysse | 185 cm/88 kg | 18/03/1988        | Amiens (France)    |
| 1      | France      | Adrien Fénart         | 182 cm/72 kg | 19/01/1989        | Fortaleza (Brésil) |

### Défenseurs
| Numéro | Nationalité | Nom                  | Taille/Poids  | Date de naissance | Lieu de naissance         |
| ------ | ----------- | -------------------- | ------------- | ----------------- | ------------------------- |
| 15     | France      | Vincent Bachet - C   | 179 cm/90 kg  | 28/04/1978        | St-Maurice (France)       |
| 7      | France      | Romain Bault         | 176 cm/68 kg  | 21/01/1990        | Amiens (France)           |
| 4      | Russie      | Maxim Belov          | ?/?           | 11/05/1988        | ? (?)                     |
| ?      | France      | Hugo Delecour        | ?/?           | 08/02/1990        | Montpellier (France)      |
| 28     | Canada      | Jean-Philippe Glaude | 182 cm/83 kg  | 28/04/1981        | Lorraine (Québec)         |
| 23     | Tchéquie    | Pavel Kowalczyk      | 183 cm/104 kg | 08/06/1974        | Zlin (République tchèque) |
| 93     | France      | Julian Marcos - A    | 179 cm/80 kg  | 26/04/1979        | Amiens (France)           |
| 6      | France      | Thomas Roussel - A   | 180 cm/85 kg  | 22/11/1985        | Amiens (France)           |

### Attaquants
| Numéro | Nationalité | Nom              | Taille/Poids | Date de naissance | Lieu de naissance         |
| ------ | ----------- | ---------------- | ------------ | ----------------- | ------------------------- |
| 16     | Canada      | Matt Amado       | 180 cm/89 kg | 07/05/1983        | Langley (Canada)          |
| 3      | France      | Grégory Béron    | 178 cm/78 kg | 31/07/1989        | Amiens (France)           |
| 71     | Canada      | Pierre-Luc Emond | 183 cm/91 kg | 10/10/1982        | Valleyfield (Canada)      |
| 5      | France      | Kevin Hamon      | 179 cm/68 kg | 06/04/1990        | Paris (France)            |
| 20     | France      | Brian Henderson  | 180 cm/78 kg | 22/11/1986        | Amiens (France)           |
| 22     | France      | Anthony Mortas   | 184 cm/86 kg | 13/02/1974        | Reims (France)            |
| 88     | France      | Yannick Offret   | 180 cm/83 kg | 05/05/1988        | Amiens (France)           |
| 51     | Canada      | Martin Paquet    | 183 cm/95 kg | 07/05/1978        | Sainte-Catherine (Canada) |
| 55     | Slovaquie   | Miroslav Pazak   | 179 cm/83 kg | 23/03/1976        | ? (Slovaquie)             |
| 19     | France      | Simon Petit      | 171 cm/74 kg | 02/11/1983        | Amiens (France)           |
| 21     | France      | Loïc Sadoun      | 179 cm/81 kg | 26/05/1977        | Charenton (France)        |

- Entraineur : Antoine Richer

## Ligue Magnus

### Classement
Note :  PJ : Parties Jouées, V. : Victoires, Vp. : Victoires en prolongation, N. : Matchs nuls, Pp. : Défaites en prolongation, P. : Défaites, Pts : Points, Bp : Buts pour, Bc : Buts contre, Diff : Différence de buts.
|     | Équipe                        | PJ | V. | Vp. | N. | Pp. | P. | Pts | Bp  | Bc  | Diff |
| --- | ----------------------------- | -- | -- | --- | -- | --- | -- | --- | --- | --- | ---- |
| 1er | Diables Rouges de Briançon    | 26 | 23 | 1   | 0  | 1   | 1  | 49  | 152 | 61  | +91  |
| 2e  | Brûleurs de Loups de Grenoble | 26 | 19 | 3   | 0  | 1   | 3  | 45  | 125 | 68  | +57  |
| 3e  | Dragons de Rouen              | 26 | 18 | 2   | 0  | 2   | 4  | 42  | 129 | 70  | +59  |
| 4e  | Ducs d'Angers                 | 26 | 17 | 2   | 0  | 1   | 6  | 39  | 133 | 95  | +38  |
| 5e  | Gothiques d'Amiens            | 26 | 14 | 3   | 0  | 1   | 8  | 35  | 135 | 88  | +47  |
| 6e  | Dauphins d'Épinal             | 26 | 11 | 2   | 0  | 4   | 9  | 30  | 103 | 101 | +2   |
| 7e  | Étoile noire de Strasbourg    | 26 | 9  | 3   | 0  | 3   | 11 | 26  | 87  | 94  | -7   |
| 8e  | Pingouins de Morzine          | 26 | 10 | 1   | 0  | 3   | 12 | 25  | 92  | 100 | -8   |
| 9e  | Ours de Villard-de-Lans       | 26 | 8  | 2   | 0  | 2   | 14 | 22  | 80  | 99  | -19  |
| 10e | Diables Noirs de Tours        | 26 | 8  | 1   | 0  | 4   | 13 | 22  | 87  | 114 | -27  |
| 11e | Chamois de Chamonix           | 26 | 4  | 4   | 0  | 1   | 17 | 17  | 83  | 141 | -58  |
| 12e | Ducs de Dijon                 | 26 | 5  | 0   | 0  | 4   | 17 | 14  | 79  | 125 | -46  |
| 13e | Avalanche Mont-Blanc          | 26 | 3  | 3   | 0  | 1   | 19 | 13  | 69  | 132 | -63  |
| 14e | Bisons de Neuilly-sur-Marne   | 26 | 5  | 1   | 0  | 0   | 20 | 12  | 85  | 151 | -66  |

Les Gothiques d'Amiens sortent d'une saison régulière marquée par les nombreuses blessures à la 5e place du championnat.
Ils loupent de 4 points l'accession directe en 1/4 de Finale et doivent affronter Dijon dans un tour préliminaire au meilleur des trois matchs.

### Tableau Play-Off
En Tour Préliminaire, les Gothiques d'Amiens affrontent les Ducs de Dijon au meilleur des trois matchs. Amiens l'emporte 2 victoires à 1 et accède aux 1/4 de Finale
En 1/4 de Finale, Amiens rencontre Ducs d'Angers mais s'incline 3 matchs à 2.
La saison des Gothiques s'achève le 10 mars 2009 à la Patinoire du Haras

### Statistiques
Note : Ces statistiques incluent les matchs de championnat et de play-off
| Joueur                | Position  | Nb de matchs | Buts | Assistances | Points | Pénalités |
| --------------------- | --------- | ------------ | ---- | ----------- | ------ | --------- |
| Miroslav Pazak        | Attaquant | 34           | 30   | 36          | 66     | 65        |
| Matt Amado            | Attaquant | 34           | 29   | 23          | 62     | 165       |
| Loic Sadoun           | Attaquant | 34           | 20   | 29          | 49     | 12        |
| Martin Paquet         | Attaquant | 34           | 22   | 17          | 39     | 68        |
| Pierre-Luc Emond      | Attaquant | 30           | 11   | 24          | 35     | 101       |
| Anthony Mortas        | Attaquant | 22           | 12   | 22          | 34     | 12        |
| Pavel Kowalczyk       | Défenseur | 26           | 3    | 25          | 28     | 48        |
| Vincent Bachet        | Défenseur | 28           | 7    | 15          | 22     | 52        |
| Thomas Roussel        | Défenseur | 33           | 4    | 13          | 17     | 135       |
| Bryan Henderson       | Attaquant | 26           | 7    | 8           | 15     | 10        |
| Jean-Philippe Glaude  | Défenseur | 24           | 3    | 10          | 13     | 68        |
| Simon Petit           | Attaquant | 33           | 3    | 9           | 12     | 22        |
| Julian Marcos         | Défenseur | 30           | 1    | 11          | 12     | 138       |
| Gregory Beron         | Attaquant | 32           | 3    | 8           | 11     | 16        |
| Yannick Offret        | Attaquant | 26           | 2    | 6           | 8      | 6         |
| Maxim Belov           | Défenseur | 32           | 0    | 4           | 4      | 2         |
| Romain Bault          | Défenseur | 28           | 1    | 2           | 3      | 10        |
| Kévin Hamon           | Attaquant | 29           | 2    | 0           | 2      | 6         |
| Henry-Corentin Buysse | Gardien   | 33           | 0    | 2           | 2      | 41        |
| Johnatan Boehrer      | Attaquant | 22           | 1    | 0           | 1      | 12        |

## Coupe de la ligue

### Statistiques
| Joueur                | Position  | Nb de matchs | Buts | Assistances | Points | Pénalités |
| --------------------- | --------- | ------------ | ---- | ----------- | ------ | --------- |
| Miroslav Pazak        | Attaquant | 8            | 6    | 5           | 10     | 2         |
| Matt Amado            | Attaquant | 7            | 9    | 6           | 15     | 14        |
| Loic Sadoun           | Attaquant | 8            | 3    | 4           | 7      | 2         |
| Martin Paquet         | Attaquant | 8            | 3    | 9           | 12     | 16        |
| Pierre-Luc Emond      | Attaquant | 3            | 2    | 0           | 2      | 0         |
| Anthony Mortas        | Attaquant | 8            | 2    | 8           | 10     | 2         |
| Pavel Kowalczyk       | Défenseur | 8            | 3    | 7           | 10     | 10        |
| Vincent Bachet        | Défenseur | 5            | 1    | 3           | 4      | 8         |
| Thomas Roussel        | Défenseur | 7            | 1    | 2           | 3      | 2         |
| Bryan Henderson       | Attaquant | 8            | 3    | 5           | 8      | 16        |
| Jean-Philippe Glaude  | Défenseur | 6            | 0    | 2           | 2      | 16        |
| Simon Petit           | Attaquant | 8            | 3    | 10          | 13     | 0         |
| Julian Marcos         | Défenseur | 8            | 0    | 4           | 4      | 24        |
| Gregory Beron         | Attaquant | 7            | 4    | 3           | 7      | 12        |
| Yannick Offret        | Attaquant | 3            | 0    | 2           | 2      | 6         |
| Maxim Belov           | Défenseur | 6            | 0    | 2           | 2      | 2         |
| Romain Bault          | Défenseur | 4            | 0    | 0           | 0      | 25        |
| Kévin Hamon           | Attaquant | 4            | 1    | 0           | 1      | 0         |
| Henry-Corentin Buysse | Gardien   | 6            | 0    | 0           | 0      | 2         |
| Johnatan Boehrer      | Attaquant | 5            | 2    | 0           | 2      | 2         |